# Vañes

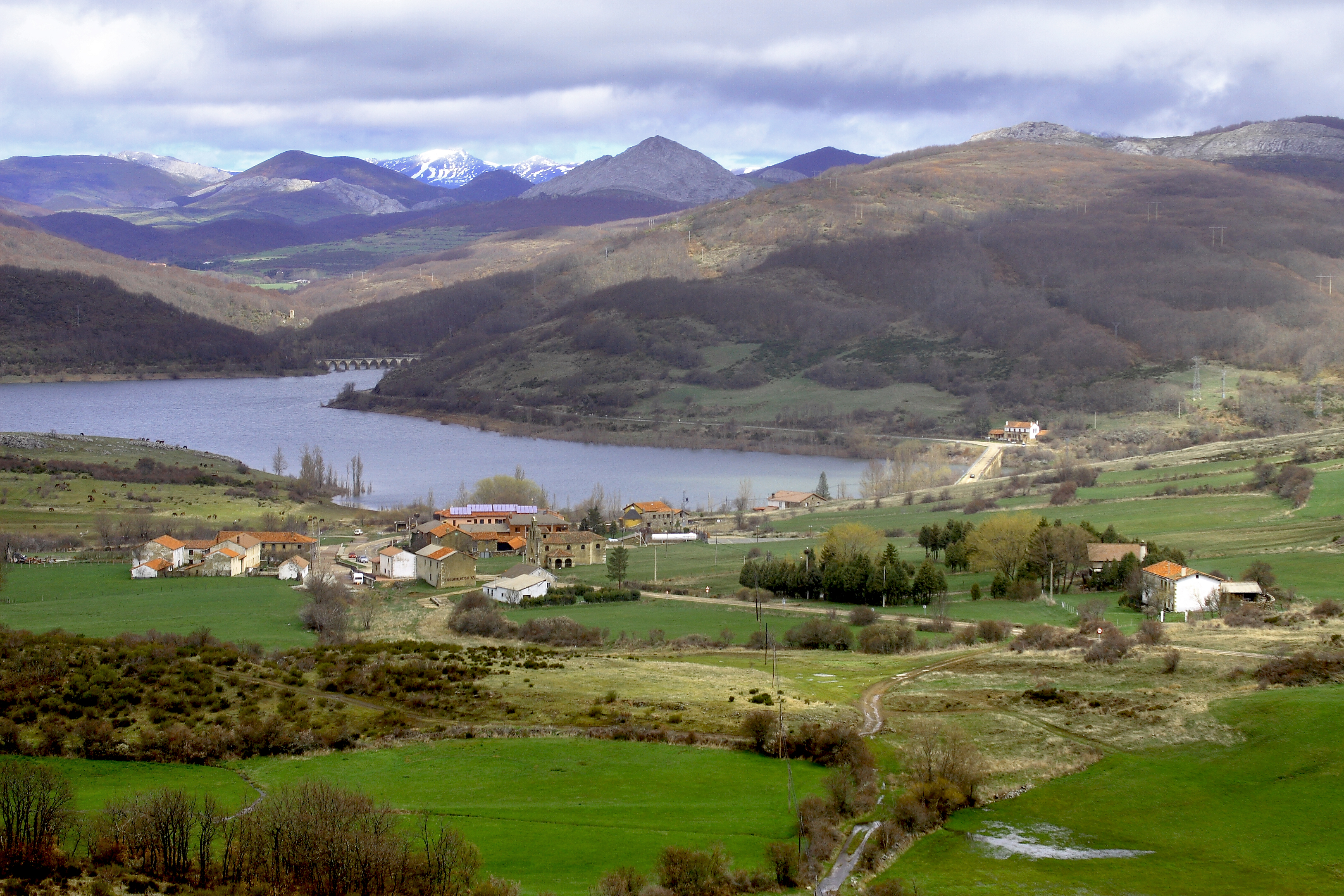
Vista de Vañes desde el alto de La Varga, con el embalse de Requejada al fondo.

Vañes es una localidad y pedanía de la provincia de Palencia (Castilla y León, España) que pertenece al municipio de Cervera de Pisuerga.
El pueblo originario se encuentra bajo el actual pantano de Requejada, llegando a contar con casi un centenar de vecinos antes de su desaparición a principio de la década de 1940. Tradicionalmente, se conoce a sus vecinos como los jabalíes.[cita requerida]

## Geografía
Situado a orillas del embalse de Requejada, su principal medio económico es la ganadería. Dista 8 km de Cervera de Pisuerga, la capital municipal, en la comarca de Montaña Palentina. Desde su término se pueden apreciar buenas panorámicas de Peña Labra y la sierra de Híjar.

## Geografía humana

### Demografía
| Gráfica de evolución demográfica de Vañes entre 1842 y 1950 |
| |
| Población de derecho según los censos de población del INE Población de hecho según los censos de población del INEEntre el censo de 1857 y el anterior, crece el término del municipio porque incorpora a 34195 (Valsadornín) y 345088 (Rabanal de los Caballeros) Entre el censo de 1960 y el anterior, este municipio desaparece porque cambia de nombre y aparece como el municipio 34195 (Valsadornín) |

Evolución de la población en el siglo XXI
| Gráfica de evolución demográfica de Vañes entre 2000 y 2020        |
|                                                                    |
| Población de derecho (2000-2020) según el padrón municipal del INE |